# Curculine

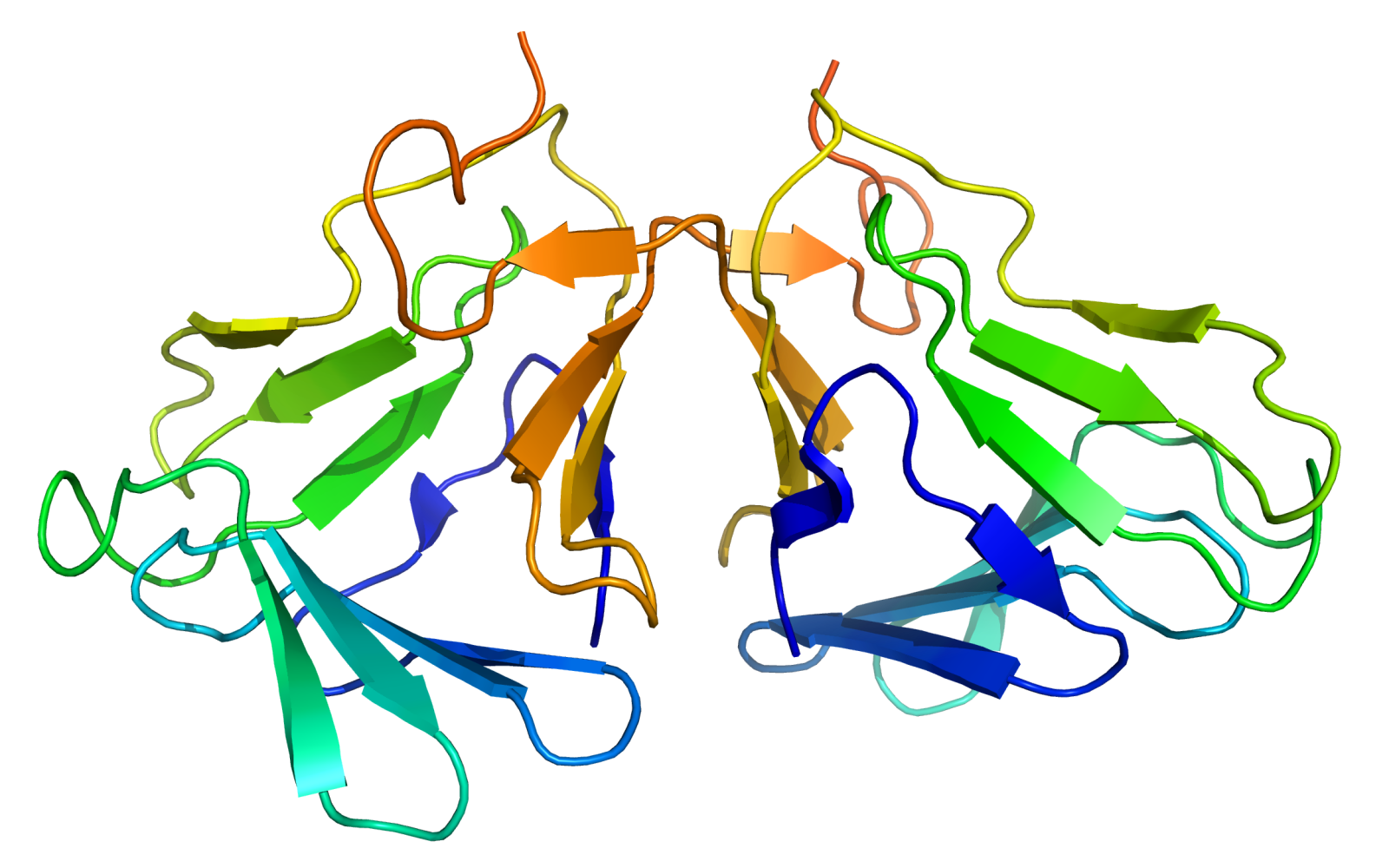
Structure 3D de la curculine.

La curculine est une protéine au goût sucré découverte et isolée en 1990 dans le fruit de Molineria latifolia (Hypoxidaceae), une plante de Malaisie. Cette protéine, en plus de posséder une saveur sucrée 500 fois supérieure au sucre, a la particularité de modifier la perception du goût : après la consommation de curculine, une solution d'eau pure ou acide est perçue sucrée. La curculine n'est pas stable à la chaleur et se dégrade à partir de 50 °C.

## Propriétés

### Structure
La curculine est un homodimère dont les deux monomères sont reliés par deux ponts disulfures. Le monomère pèse 12,5 kDa et est composé d'une séquence de 114 acides aminés.
```
SIGNAL (22): MAAKFLLTIL VTFAAVASLG MA
       1-50: DNVLLSGQTL HADHSLQAGA YTLTIQNKCN LVKYQNGRQI WASNTDRRGS
     51-100: GCRLTLLSDG NLVIYDHNNN DVWGSACWGD NGKYALVLQK DGRFVIYGPV
    101-114: LWSLGPNGCR RVNG
PROPEP (22): GITVAKDSTE PQHEDIKMVI NN
```

Séquence des acides aminés de la curculine adapté de la base de données de Swiss-Prot biological database.

### Propriété édulcorante
La curculine a un pouvoir sucrant élevé, plus de 500 fois supérieur à celui du saccharose (à poids comparé). Celui-ci est difficile à évaluer car il varie en fonction de la concentration de curculine et le pH de la solution dans laquelle elle est évaluée donnant un pouvoir sucrant allant de 430 à 2070,,.
La sensation de sucré dans la bouche peut persister jusqu'à cinq minutes, voire deux fois plus longtemps dans une solution acide.
L'intensité sucrée maximale obtenue est équivalente à une solution de 6,8 % de saccharose à pH neutre, et équivalente à 12 % en milieu acidifié avec de l'acide citrique). L'amplification et l’induction de la perception sucrée peut être obtenue avec d'autres acides tels que l'acide ascorbique (vitamine C) et l'acide acétique. 
La saveur sucrée de la curculine est réduite par la présence d'ions ayant deux charges positives (Ca2+ et Mg2+) dans les solutions à pH neutre. Cependant ceux-ci n'ont pas d'effet sur la propriété d'amplification du sucré dans les solutions acidifiées. De la même façon, les ions monovalents (Na+ et Cl−) n'affectent pas la curculine,.

### Propriété chimiques
Comme la plupart des protéines, la curculine est sensible à la chaleur, en effet celle-ci se dénature à 50 °C et perd sa propriété édulcorante.

## Utilisation
La curculine étant d'origine naturelle et très sucrée elle est un édulcorant possible de substitution du saccharose dans les aliments. Cependant ne survivant pas au traitement thermique supérieur à 50 °C elle ne pourra être utilisée que dans les produits frais et dans les sucrettes. 
La curculine n'ayant été utilisée que sporadiquement, sa toxicité n'a pas été évaluée et son utilisation n'a pas été légiférée ou autorisée dans les aliments. Ainsi la curculine n'est pas autorisée en Europe, ni aux États-Unis. Cependant, elle est autorisée au Japon comme additif alimentaire.